# Oliver Nelson
Oliver Nelson (4. června 1932 St. Louis – 27. října 1975 Los Angeles) byl americký jazzový saxofonista a aranžér. Pocházel z hudební rodiny, kde jeho bratr hrál na saxofon a sestra zpívala a hrála na klavír. On sám začal hrát na klavír v šesti letech a v jedenácti na saxofon. Nejprve hrál v různých lokálních souborech a v roce 1950 nastoupil do orchestru Louise Jordana. Později odešel do armády a po návratu hrál například s Erskinem Hawkinsem, Wild Bill Davisem, Louie Bellsonem a Quincy Jonesem. První album pod svým jménem nazvané Meet Oliver Nelson vydal v roce 1959 na značce Prestige Records a následovala jej řada dalších, mimo Prestige pro Impulse! Records, Flying Dutchman Records a další.